# Caleb Chakravarthi
Caleb Chakravarthi (* 2. Januar 1999 in Irvine, Kalifornien) ist ein US-amerikanischer Tennisspieler.

## Karriere
Chakravarthi spielte bis 2017 auf der ITF Junior Tour. Dort konnte er mit Rang 163 seine höchste Notierung in der Jugend-Rangliste erreichen. Bei den großen Turnieren spielte er aber keine Rolle.
2017 begann Chakravarthi ein Studium an der University of Illinois at Urbana-Champaign, von der er 2018 an die Southern Methodist University wechselte. Er spielte auch College Tennis und war zwei Jahre Kapitän an der SMU. 2022 schloss er sein Studium ab.
Er nahm seit 2017 an weniger als fünf Turnieren der Profis teil und konnte nur im Doppel jeweils einmal ein Match gewinnen. 2022 wurde ihm eine Wildcard für seine Leistungen an der SMU vergeben, die ihm erlaubte, bei den Dallas Open zu spielen, ein ATP-Tour-Event. Bei seinem Debüt auf diesem Niveau verlor er bei nur einem Spielgewinn deutlich gegen Vasek Pospisil. In der Tennisweltrangliste war er nie platziert.